# Richard III (film, 2007)
Pour les articles homonymes, voir Richard III (homonymie).
Pour plus de détails, voir Fiche technique et Distribution.
Richard III est un film américain réalisé par Scott Anderson, sorti en 2007.

## Fiche technique
- Titre original : Richard III
- Pays d'origine :  États-Unis
- Année : 2007
- Réalisation : Scott Anderson
- Scénario : Scott Anderson
- Histoire : William Shakespeare, d'après sa pièce éponyme Richard III
- Production : Scott Anderson
- Producteur exécutif : David Carradine
- Direction artistique : Matt Hausmann
- Musique : Penka Kouneva
- Photographie : Ruben Russ (directeur de la photographie)
- Montage : Olof Källström
- Costumes : Kathleen Hotmer
- Maquillage : Stephanie Bravo (key makeup artist)
- Langue : anglais
- Format : Couleur
- Genre : Drame et biopic
- Dates de sortie :   
  -  États-Unis : 27 avril 2007 (World Fest)

## Distribution
- David Carradine : Buckingham
- Sally Kirkland : Reine Margaret
- Maria Conchita Alonso : Reine Elizabeth
- Scott Anderson : Richard III
- Richard Tyson : Duc de Clarence
- Sung Hi Lee : Anne
- Daniela Melgoza : Princesse Elizabeth
- Natalie Burn[1] : Natasha
- Marco Sanchez : Richmond
- Mike Muscat : Archbishop

## Distinctions

### Récompenses
- WorldFest-Houston International Film Festival 2007
  - Platinum Award du premier film (First Feature Film) pour Scott Anderson
  - Platinum Award de la musique de film (Music Score) pour Penka Kouneva